# In Business Tour
In Business Tour fue la primera gira de conciertos del cantante puertorriqueño de reguetón Luigi 21 Plus, en apoyo a su álbum de estudio In Business. La gira embarcó algunos países como Colombia, en donde el artista se presentó en Medellín y Barranquilla, donde interpretó algunas canciones del disco, también formó parte del block party en la discoteca Palmahia donde también se presentaron De La Ghetto y Alberto Stylee el 1 de agosto.
Durante el 2 de agosto de 2014 se presentó en Trucupey Disco, además de participar en el espectáculo del Royal Center en Bogotá, Colombia, el 22 de agosto de ese mismo año, no obstante, el cantante también anduvo en los medios radiales y varios programas de televisión para promocionar su disco.